# Соседи по комнате (фильм)
«Соседи по комнате» (англ. Roommates) — американская кинокомедия режиссёра Питера Йетса по произведению Макса Эппла. Премьера фильма состоялась 3 марта 1995 года. В российском кинопрокате фильм вышел под названием «Неукротимый дед».

## Сюжет
У Майкла Хольцека самый необычный сосед по комнате — его дедушка Рокки, который переехал к внуку после смерти родителей Майкла. Он немного чудной, но очень любит мальчика. У них разные интересы, но ни один из них не оставит другого.

## В ролях
- Питер Фальк — Рокки Хольцек
- Джулианна Мур — Бет Хольцек
- Даниэль Суини — Майкл Хольцек
- Эллен Бёрстин — Джудит
- Ян Рубеш — Болек Крупа
- Ноа Флейс — Майкл в детстве
- Дэвид Том — молодой Майкл
- Скотт Коэн — практикующий интерн
- Фрэнки Фэйсон — профессор Мартин
- Кортни Чейз — Лиза
- Райан Келли — Мо
- Уильям Мейси — врач (нет в титрах)

## Съёмочная группа
- Режиссёр-постановщик: Питер Йетс
- Сценаристы: Макс Эппл, Стивен Меткалф
- Продюсеры: Макс Эппл, Роберт В. Корт, Тед Филд, Айра Хальберштадт, Скотт Крупф, Адам Ляйпциг
- Оператор: Майк Саутон
- Композитор: Элмер Бернстайн

## Номинации
- 1996 — номинация на премию «Оскар» за лучший грим — Грег Кэнном, Роберт Лэйден, Коллин Калахан
- 1996 — номинация на премию «Молодой актёр» за лучшую женскую роль до 10 лет — Кортни Чейз

Чтобы нанести грим Питеру Фальку, а затем снять его, гримёры тратили по четыре часа в день.

## Саундтрек
- «(Maybe We’ll Wait) 'Til Sunday» в исполнении Kenneth
- «Sweet Dreams (Are Made Of This)» в исполнении группы Eurythmics
- «Many Rivers To Cross» в исполнении группы UB40
- «Beer Barrel Polka (Roll Out The Barrel)»
- «I Scream» в исполнении группы Twenty Mondays
- «Happy Birthday to You»